# 山村美紗サスペンス (月曜ドラマスペシャル)
『山村美紗サスペンス』（やまむらみさサスペンス）は、1992年から1998年までTBS系「月曜ドラマスペシャル」で放送された、山村美紗の小説を原作にした単発テレビドラマ。全4回。
TBS系で放送された山村美紗原作のシリーズ作品についてはそれぞれの項目を参照。
女子大生ホステス名探偵 華やかな密室殺人（1992年・1993年）
放送枠：月曜ドラマスペシャル（第1作・第2作）
看護婦探偵 戸田鮎子（1994年・1995年）
放送枠：月曜ドラマスペシャル（第1作・第2作）
名探偵キャサリン（1996年 - 2006年）
放送枠：月曜ドラマスペシャル（第1作 - 第9作） → 月曜ミステリー劇場（第10作 - 第14作） → 月曜ゴールデン（第15作）
検視官江夏冬子（1997年 - 2001年）
放送枠：月曜ドラマスペシャル（第1作 - 第5作） → 月曜ミステリー劇場（第6作）
京舞妓殺人事件（2003年・2005年）
放送枠：月曜ミステリー劇場（第1作・第2作）
狩矢警部シリーズ（2005年 - 2015年）
放送枠：月曜ミステリー劇場（第1作） → 月曜ゴールデン（第2作 - 第15作・特別編）

## 女相続人連続殺人事件

### キャスト（女相続人連続殺人事件）
- 天堂優子（ジャーナリスト） - 佳那晃子
- 水尾マユ（優子の亡母の親友） - 岡田茉莉子
- 浜口謙作（優子の従兄弟） - 榊原利彦
- 水尾雪子（マユの養女） - 友里千賀子
- 水尾桜子（マユの養女） - 山村紅葉
- 笠原（水尾家の顧問弁護士） - 加納竜
- 二階堂警部（滋賀県警警部） - 若林豪
- ふみ（水尾家のお手伝い） - 伊佐山ひろ子
- 黒木陽一郎（ガラス工房明治館勤務） - 横光克彦
- 杉下雅彦（ホテル支配人） - 宮崎達也
- 水尾夏子（マユの養女） - 伊落卯木
- 橋口（滋賀県警刑事・二階堂の部下） - 神田瀧夢
- 今岡透（桜子の恋人） - 沢井小次郎
- 夏子の母 - 中真千子
- 吉井クメ（お好み焼き屋女将） - 楠田薫
- 陽介の里親 - 相馬剛三
- 警官 - 荒木優騎
- 佃煮屋 - 山崎満
- 桜子の母 - 木村翠
- 水尾輝夫（マユの息子） - 広瀬昌助
- 養護施設職員 - 竹村叔子
- ふみの恋人 - 福永由文

### スタッフ（女相続人連続殺人事件）
- 原作 - 山村美紗『女相続人連続殺人事件』
- 脚本 - 江連卓
- 監督 - 合月勇
- プロデューサー - 野木小四郎、樋口祐三
- 制作 - TBSテレビ、大映テレビ

## 不倫調査員・由美の推理

### キャスト（不倫調査員・由美の推理）
- 片山由美 - 斉藤慶子
- 石上英子（探偵事務所の不倫専門主任調査員） - 渡辺えり子
- 松井恵子（不倫調査員・由美の先輩） - 山村紅葉
- 田沢正人（不倫調査員） - 宮川一朗太
- 津山麻弓（津山の妻） - 芦川よしみ
- 園川英二（麻弓の元恋人） - 下塚誠
- 秋川かずみ（信彦の愛人） - 竹井みどり
- 池上（由美の上司・不倫相手） - 沖田さとし
- 藤田圭介（麻弓の不倫相手・タレント） - 稲健二
- 橋口（洛西署刑事） - 谷口高史
- 洛西署刑事 - 武発史郎
- 池上の妻 - 朝比奈潔子
- 狩矢警部（洛西署警部） - 横内正
- 石上弘（英子の息子） - 山崎大聖
- 津山さやか（津山の娘） - 及川佳奈
- 津山信彦（大手銀行支店長） - 長谷川初範
- 甲田多助（探偵事務所所長） - 藤岡琢也
- 加藤真由美、三星登史子、瀬良優公子、山口ゆか、村井義之助、菊地誠、田中幸博

### スタッフ（不倫調査員・由美の推理）
- 原作 - 山村美紗『十二秒の誤算』
- 脚本 - 石松愛弘
- 監督 - 小谷承靖
- プロデューサー - 堀貞雄、細井保伯
- 制作 - TBSテレビ、東阪企画

## 小京都・龍野殺人事件

### キャスト（小京都・龍野殺人事件）
- 沢木麻沙子（推理小説家・ニュースキャスター） - 賀来千香子
- 戸田二郎（テレビ京都のディレクター） - 生瀬勝久
- 二条路加寿子（檜山良樹の子） - 渡辺典子
- 杉原透（テレビ京都職員） - ベンガル
- 沖聡美（テレビ京都記者） - 山村紅葉
- 柳三郎（月刊ミステリーライフ編集長） - 蛭子能収
- 余木千草（遠山の婚約者） - 松本友里
- 深山（龍川交番巡査） - 羽根田陽一
- テレビ京都AD - 八嶋智人
- 二条路知津子（加津子の義母） - 山本与志恵
- 遠山達幸（アカネと信也の父） - 蔵多哲雄
- 余木奈美（余木の娘） - 岡崎愛
- 遠山巴（アカネと信也の母） - 河野元子
- 遠山信也（騎馬武者） - 上戸章
- 秋津太郎 - 坂本隆
- 三山陽介 - 辻本一樹
- 二条路雪彦（加津子の義兄） - 藤田健次郎
- 遠山アカネ（信也の姉・ミス龍野） - 川先宏美
- 喫茶店店主 - 赤塚真人
- 佐久間（本龍野署刑事） - 出光元
- 余木孝史（龍川交番巡査） - 田中実
- 檜山良樹（トンボの標本家） - 神山繁
- 家中宏、日高由貴

### スタッフ（小京都・龍野殺人事件）
- 原作 - 山村美紗、西村京太郎『龍野武者行列殺人事件』
- 脚本 - 信本敬子
- 監督 - 佐々木章光
- プロデューサー - 森下和清、杉村治司、成合由香
- 制作 - TBSテレビ、テレパック

## 京都・金沢殺人事件

### キャスト（京都・金沢殺人事件）
- 中山由加子（雑誌記者） - 斉藤由貴
- 野上鮎子（野上の妹） - 細川直美
- 美知子（由加子の大学時代の同級生） - 鮎ゆうき
- ツルマル（由加子の上司） - 山村紅葉
- 加津山（由加子の大学時代の同級生） - 宮川一朗太
- 岩木（由加子の大学時代の同級生） - 高知東生
- 野上（推理小説作家） - 池田政典
- 狩矢警部（京都府警警部） - 橋爪淳
- 矢野五郎（カメラマン） - 渡辺いっけい
- 梶原善、増沢望、大島蓉子、中根徹、つじしんめい、蔵内秀樹、熊倉智恵

### スタッフ（京都・金沢殺人事件）
- 原作 - 山村美紗『京都・金沢殺人事件』
- 脚本 - 田子明弘
- 監督 - 西本淳一
- プロデューサー - 風野健治、塚田泰浩、山本悦夫
- 制作 - TBSテレビ、東宝

## 放送日程
| 回数 | 放送日         | タイトル               | 主演       | 原作                     | 脚本     | 監督       |
| ---- | -------------- | ---------------------- | ---------- | ------------------------ | -------- | ---------- |
| 1    | 1992年5月11日  | 女相続人連続殺人事件   | 佳那晃子   | 『女相続人連続殺人事件』 | 江連卓   | 合月勇     |
| 2    | 1995年10月23日 | 不倫調査員・由美の推理 | 斉藤慶子   | 『十二秒の誤算』         | 石松愛弘 | 小谷承靖   |
| 3    | 1997年9月1日   | 小京都・龍野殺人事件   | 賀来千香子 | 『龍野武者行列殺人事件』 | 信本敬子 | 佐々木章光 |
| 4    | 1998年4月20日  | 京都・金沢殺人事件     | 斉藤由貴   | 『京都・金沢殺人事件』   | 田子明弘 | 西本淳一   |